# Estación La Ligua
La Ligua fue una estación del ferrocarril ubicada en la localidad de La Ligua, comuna de La Ligua, en la región de Valparaíso de Chile. Fue parte del longitudinal norte en su sección interior, correspondiente al segmento entre la estación La Calera y esta estación.

## Historia
La estación fue inaugurada junto con el resto de la línea entre La Calera y La Ligua en 1897. En 1923 se construyó el cierro de albañilería para el recinto de la estación.
Fue suprimida mediante decreto del 6 de noviembre de 1978.
Actualmente la estación se halla cerrada y no quedan rastros de la línea. Pese a esto, aún queda una losa y un antiguo galpón reformado.